# Kardinalen (film)
Kardinalen (engelska: The Cardinal) är en amerikansk dramafilm från 1963 i regi av Otto Preminger.
Filmen bygger på Henry Morton Robinsons roman med samma namn.

## Utmärkelser
Kardinalen vann ett Golden Globe Award för bästa film – drama 1963.

## Handling
En katolsk präst från Boston ser tillbaka på sitt liv, från prästvigningen till kardinalkollegiet.

## Rollista i urval
- Tom Tryon - Stephen Fermoyle
- John Huston - kardinal Glennon
- Romy Schneider - Annemarie
- Carol Lynley - Mona Fermoyle / Regina Fermoyle
- Dorothy Gish - Celia Fermoyle
- Maggie McNamara - Florrie Fermoyle
- Bill Hayes - Frank
- Peter Weck - Kurt von Hartman
- Cecil Kellaway - Monsignor Monaghan
- Ossie Davis - fader Gillis
- John Saxon - Benny Rampell
- Robert Morse - Bobby and His Adora-Belles
- Burgess Meredith - fader Ned Halley
- Josef Meinrad - kardinal Innitzer
- Erik Frey - Arthur Seyss-Inquart
- Wolfgang Preiss - SS-majoren
- Raf Vallone - kardinal Quarenghi
- Tullio Carminati - kardinal Giacobbi
- Arthur Hunnicutt - sheriff Dubrow
- Chill Wills - Monsignor Whittle
- Wolf Albach-Retty - baron Hartmann
- Patrick O'Neal - Cecil Turner